# Mari Klaup
Mari Klaup-McColl, née le 27 février 1990 à Tartu, est une athlète estonienne, spécialiste des épreuves combinées.

## Biographie
En août 2013, lors des championnats du monde de Moscou, elle finit 21e avec 5 924 points, après avoir battu 4 records personnels (200m, 100m haies, poids et javelot). Sans une légère contre-performance à la hauteur, elle aurait, une nouvelle fois, amélioré son record de points en heptathlon.
Résultats : 13.99w/-0.6 1.74 12.85 25.54w/-0.2 5.77w/0.9 50.15 2:18.57[pas clair]

## Palmarès
| Date | Compétition                           | Lieu      | Résultat | Discipline  | Points     |
| ---- | ------------------------------------- | --------- | -------- | ----------- | ---------- |
| 2007 | Championnats du monde cadets          | Ostrava   | 17e      | Heptathlon  | 4 677 pts  |
| 2009 | Championnats d'Europe juniors         | Novi Sad  | 13e      | Heptathlon  | 5 084 pts  |
| 2011 | Championnats d'Europe espoirs         | Ostrava   | 11e      | Heptathlon  | 5 445 pts  |
| 2013 | Coupe d'Europe des épreuves combinées | Tallinn   | 6e       | Individuel  | 6 002 pts  |
| 2013 | Coupe d'Europe des épreuves combinées | Tallinn   | 3e       | Par équipes | 41 027 pts |
| 2013 | Universiade                           | Kazan     | 7e       | Heptathlon  | 5 837 pts  |
| 2013 | Championnats du monde                 | Moscou    | 21e      | Heptathlon  | 5 924 pts  |
| 2014 | Championnats d'Europe                 | Zurich    | 19e      | Heptathlon  | 5 765 pts  |
| 2016 | Championnats d'Europe                 | Amsterdam | —        | Heptathlon  | DNF        |
| 2018 | Championnats d'Europe                 | Berlin    | —        | Heptathlon  | DNF        |
| 2021 | Coupe d'Europe des lancers            | Split     | 21e      | Javelot     | 51,30 m    |

| Date | Compétition                     | Lieu    | Discipline       | Résultat | Performance |
| ---- | ------------------------------- | ------- | ---------------- | -------- | ----------- |
| 2008 | Championnats d'Estonie          | Rakvere | Heptathlon       | 3e       | 5 177 pts   |
| 2010 | Championnats d'Estonie          | Tallinn | Saut en hauteur  | 2e       | 1,76 m      |
| 2010 | Championnats d'Estonie          | Rakvere | Heptathlon       | 3e       | 5 194 pts   |
| 2011 | Championnats d'Estonie          | Tallinn | 100 mètres haies | 3e       | 14 s 45     |
| 2011 | Championnats d'Estonie          | Tallinn | Javelot          | 3e       | 46,24 m     |
| 2011 | Championnats d'Estonie en salle | Tallinn | Pentathlon       | 3e       | 4 100 pts   |
| 2012 | Championnats d'Estonie          | Tallinn | 100 mètres haies | 2e       | 14 s 49     |
| 2012 | Championnats d'Estonie          | Rakvere | Heptathlon       | 1re      | 5 658 pts   |
| 2012 | Championnats d'Estonie          | Tallinn | Pentathlon       | 1re      | 4 001 pts   |

### Records
| Épreuve    | Performance | Lieu    | Date           | Résultats                                               |
| ---------- | ----------- | ------- | -------------- | ------------------------------------------------------- |
| Heptathlon | 6 002 pts   | Tallinn | 30 juin 2013   | 14.09/0.0 1.81 12.81 25.62w/2.2 5.83w/2.2 49.92 2:18.67 |
| Pentathlon | 4 100 pts   | Tallinn | 6 février 2011 | 8.81 1.80 11.41 5.80 2:24.72                            |